# Heterózní efekt
Heterózní neboli hybridní (hybridizační) efekt (hybrid vigor) je pozitivní heteróza. Existuje pouze u kříženců, nikoli u čistých plemen. Je natolik výnosný, že změnil mnoho odvětví zemědělství. Uplatňuje se u kříženců rostlin i zvířat. Díky heteróznímu efektu se zemědělství globalizuje. Čisté odrůdy či plemena mají jen ty nejbohatší firmy, často pouze jedna na světě. Dodávají hybridní programy do jednotlivých států, kde se kříženci dále množí, samotný chovatel dostane až výsledný produkt - mnohočetného hybrida. Pokud chce produkovat dál, musí každoročně nakoupit nové hybridy od státu, stát nakupuje od globální firmy.
Pojem se používá hlavně ve šlechtitelství a plemenitbě.
Heteróza je fúze dvou geneticky odlišných pohlavních buněk (gamet). Ze šlechtitelského hlediska se tím myslí křížení odlišných čistých genetických linií či čistých plemen.

## Výsledek zkřížení dvou čistých linií (heteróza)
1) Záporná heteróza: První filiální generace (potomek F1) má horší sledované ukazatele než kterákoli mateřská linie (kterýkoli z rodičů). Jinými slovy dochází ke zhoršení schopnosti přežití (fitness depression) z hlediska evoluční biologie.
U příbuzenské plemenitby mluvíme o inbreedeng efektu. 
2) Křížení bez heterózy: První filiální generace (potomek) má stejné sledované ukazatele jako jedna z mateřských linií (některý z rodičů) nebo horší.
Žádoucí je, aby měl potomek vlastnosti po „lepším“ z rodičů, ale často tomu bývá naopak.
3) Kladná heteróza neboli hybridní (heterózní) efekt: F1 má lepší sledované ukazatele než kterýkoli z rodičů. Tomu se říká pravý hybridní (heterózní) efekt a je v šlechtitelství vysoce žádaný. Existuje pojem falešná heteróza, kdy dojde ke zlepšení jednoho ukazatele a současně ke zhoršení dalších ukazatelů, celkový šlechtitelský (ekonomický) efekt je nulový či záporný.

## Kladná heteróza (kladný hybridní efekt)
Heterózní efekt lze vyjádřit trojím způsobem:
- Průměrnou heterózu (average heterosis), kde se hodnotí efekt pro jednotlivé chovatelské (šlechtitelské) parametry. Například heterózní efekt u přírůstků prasat nebo heterózní efekt ve snášce vajec. Vyjadřuje se jako procento: (F1-P)/P, kde F1 je průměrný výsledek potomků, P je průměrný výsledek obou rodičů. Heterózní efekt 10% znamená zlepšení parametrů F1 o 10% proti průměru rodičů.
- Ekonomickou heterózu (useful heterosis, economic heterosis), kde se celkový hybridní efekt hodnotí v penězích (celkový výnos F1 se musí být větší než u rodičovských linií). Vzorec je stejný, jen do F1 se dosadí tržní hodnota užitkovosti potomka a P průměrná tržní hodnota užitkovosti rodičů.
- Chovatelskou heterózu (heterobeltiosis), která se počítá dle vzorce (F1*BP)/BP, kde F1 je chovatelský výsledek potomka a BP (better parent) je chovatelský výsledek lepšího z rodičů.

## Heteróza dvou a více sledovaných ukazatelů
Každá čistá linie vyniká v některém ukazateli užitkovosti. Jeden rodič (P1) vyniká v jednom ukazateli, druhý rodič (P2) vyniká v jiném ukazateli.
Potomek (F1) může mít po prvním rodiči kladnou heterózu (kladný hybridní efekt).
U kladné heterózy platí vzorec: F1-P1 = [F1 * ½(P1+P2) ]  -  [ ½(P1-P2) ] 
Po druhém rodiči může mít na jiný znak zápornou heterózu (negativní hybridní efekt):
U záporné heterózy platí vzorec: F1-P2 = [F1 - ½(P1+P2) ]  + [ ½(P1-P2) ] 
Celkový hybridní efekt je: [F1 – ½(P1+P2) ] / ½ (P1+P2)
Příklad: U králíků vyniká plemeno P1 ve velikosti potomků a rychlosti přírůstků. Plemeno P2 má početné vrhy. To může znamenat, že potomek bude plodit větší potomky s vyššími přírůstky než lepší z rodičů (P1), ale bude mít méně četné vrhy než má druhý z rodičů (P2). Celkový hybridní efekt bude pozitivní, pokud bude celková váha králíků při prodeji od jedné samice F1 větší než od samice P1 i P2.
Pro kladnou heterózu (kladný hybridní efekt) musí platit: n*F1 > P1+P2+ ...+ Pn

## Čisté linie kontra kříženci u hospodářských zvířat
Čistokrevná plemenitba je základ. Každou generaci se upevňují sledované ukazatele, zvyšují, zlepšují. Zlepšení se děje řádově v několika málo jednotkách procent, respektive jakékoli zlepšení je úspěch.
U hospodářských zvířat jsou plemeníci, kteří zlepšují chov, žádaní, mají maximální počet potomků. Dosáhne se toho pomocí inseminace u samců a transferů embryí u samic. Například býk zlepšovatel umí dát miliony inseminačních dávek za svůj život. Plemenná kráva s vysokou užitkovostí dá za pomoci transferů embryí o několik desítek potomků víc.
Kříženci mají ekonomický smysl jen tehdy, když vytváří hybridní efekt (pozitivní heterózu).
U koní, skotu, ovcí a koz se provozuje čistokrevná plemenitba, protože hybridizační efekt je vzácný, náhodný a zanedbatelný. Pokusy ho využít končily u těchto druhů degenerací celých populací zvířat. Klasickým příkladem hrubé chyby byla plemenitba skotu v ČSSR za socialismu, kdy se vzájemným křížením několika plemen došlo k užitkovosti, která byla poloviční ve srovnání se západem, odkud většina čistokrevného materiálu pocházela. V devadesátých letech minulého století byl experiment s hybridním efektem u skotu ukončen, zhruba 4 miliony kusů skotu bylo prodáno a poraženo. V následujících letech byl nakoupen nový čistokrevný materiál. Hybridní dojnice v ČR už neexistují.
Hybridní (heterózní) efekt se úspěšně využívá u drůbeže, prasat a králíků.

## Šlechtitelská pyramida u prasat

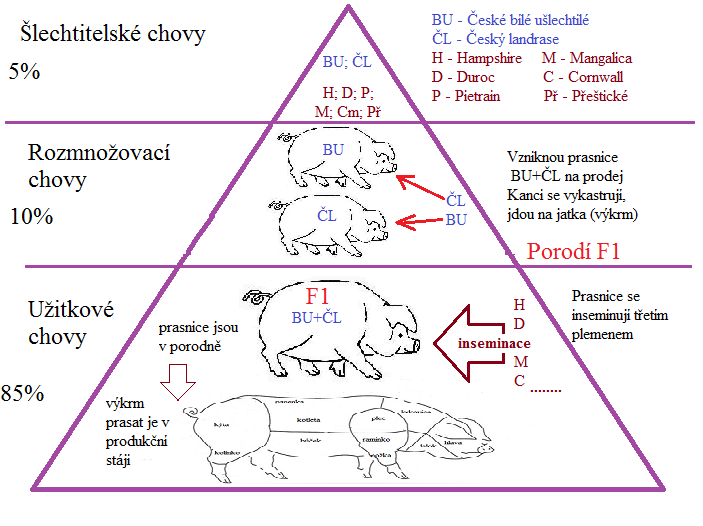
šlechtitelská pyramida prasat

Trojplemenné křížení je základem moderního velkochovu. Díky němu se dokázalo zvýšit přírůstky prasat, konverzi živit, zvýšit porodnost prasnic i četnost vrhů, dosáhnout takové parametry masné užitkovosti, kterou si momentálně žádá zákazník na trhu. Momentálně je žádáno málo bůčku, víc kotlet, hodně velká kýta. To znamená víc podílu plemena landrase, případně i duroc.
Existují dvě čisté linie, které dají v první filiální generaci (F1) křížence s vyššími parametry užitkovosti, než mají rodiče. Na F1 lze připustit třetí čistou linii, vznikne trojplemenný hybrid s ještě vyšším hybridním efektem.
Schéma moderního velkochovu prasat.
A:Existují šlechtitelské chovy (Nukleus Herds), kde se v rámci čistokrevné plemenitby chovají různá čistá plemena prasat. Nejčastěji se v ČR chová české bílé ušlechtilé (ČBU) a český landrase (ČL), následují plemena jako je Duroc (D), Hampshire (H), Pietrain (PN), Mangalika (M), Cornwall (CW), Přeštické (PŘ).
B: Na jiných místech existují rozmnožovací chovy (multiplier herds), kde se prasnice jednoho plemene inseminuje dávkou jiného plemene. Vznikne dvojplemenný hybrid. Kanci jsou vykrmeni a posláni na jatky, prasnice se prodávají do užitkových chovů jako plemenný materiál.
C:Odděleně jsou postaveny užitkové chovy (commercial herds), kde se na prasnice F1 připouští čistá linie třetího plemene kance nejčastěji pomocí inseminace. Vznikne výkrmové prase, trojplemenný hybrid s maximální užitkovostí.
Šlechtitelské chovy tvoří zhruba 5% z celkových stavů prasat. Rozmnožovací chovy tvoří 10% z celkových stavů prasat. Užitkové chovy tvoří 85% stavů prasat.
Šlechtitelská pyramida se provozuje na národní úrovni. Jeden stát má zpravidla veškerý genetický materiál, dokáže produkovat výkrmová prasata.

## Zpětné štěpení (degenerace)
Pokud není šlechtitelská pyramida dodržena a chovatelé se snaží využít prasnice z užitkových chovů k dalšímu rozmnožování, dochází ke zpětnému štěpení. Takoví potomci jsou na tom hůř než jakýkoli jejich předek.
U drobnochovatelů je možno najít tzv. přeměnné prasničky, což jsou prasnice z výkrmu. Mohou být připuštěny jakýmkoli kancem, přesto budou jejich potomci zakrslí a málo životní. Prasnice mají málo početné vrhy, špatné zabřezávání, vysokou nemocnost i úmrtnost, přenáší dědičné vady jako kýly či kryptorchismus. Degenerace potomků je vidět na první pohled.

## Hybridní efekt u brojlerů

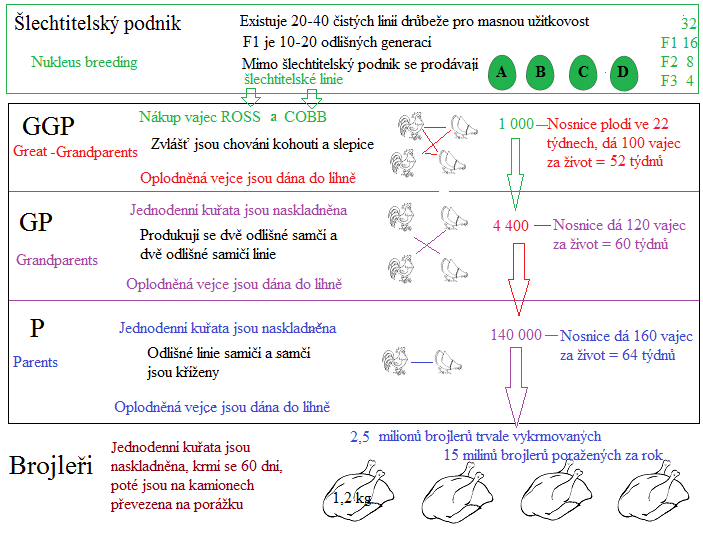
Šlechtitelská pyramida u brojlerů

Největší využití hybridního (heterózního) efektu zaznamenal chov drůbeže.
Odlišné linie slepic se chovají pro produkci brojlerů. Odlišné linie se chovají pro produkci vajec. Princip je podobný jako u prasat, jen výška šlechtitelské pyramidy je několikanásobně vyšší. Každá generace má pozitivní hybridní efekt. Například u nosnic se produkce původních linií (zhruba 100 vajec za rok) zvýšila na jedno vejce denně v užitkovém chovu. Obdobný výsledek zaznamenal hybridní efekt u kvality skořápky, velikosti vajec, u konverze živin nosnice atd.
Šlechtitelské chovy jsou globální. Existuje jich jen několik na světě a to v USA a EU. Chov čistých linií je drahý, metodika křížení je firemní know how. Jednotlivé státy kupují od firem až druhou či třetí filiální generaci a to ve čtyřech odlišných genotypech (čtyři geneticky odlišná vejce).
Rozmnožovací chovy provozují státy samostatně, zpravidla ve třech generacích. Nákup vajec od šlechtitelských chovů podléhá karanténě. Provoz má obdobné hygienické předpisy jako při výrobě léků (sterilní prostředí, přetlakové kabiny, inženýři a lékaři jako pracovní síla). Druhá generace je zpravidla rozmístěna do více stájí po celém státu, aby se riziko nákazy či přírodní katastrofy omezilo jen na jeden provoz.
Jednodušší je výkrm brojlerů. Užitkové chovy jsou běžné stáje či rekonstrukce, které provozuje jakýkoli zemědělec. Nakupují vejce od rozmnožovacích chovů. Musí dodržovat přísná pravidla, které se týkají kvality krmných směsí, řízeného režimu osvětlení, větrání, podávání antibiotik, turnusového provozu. Ve smlouvě je jim garantován přírůstek i minimální zisk, pokud všechna pravidla dodrží bez výjimek.
Produkce vajec od hybridů tvoří 99% všech tržních vajec v ČR. Vyžaduje specializované stáje a přísné dodržování přesně takových podmínek, na jaké je konkrétní hybrid vyšlechtěn. Jiné slepice jsou určeny pro klecový odchov, jiné pro volné ustájení s podestýlkou.
Pokud se hybrid vypustí ze stáje na dvorek, strádá, chřadne, produkuje zdravotně závadná vejce (infikovaná salmonelou, tuberkulózou aviárního typu přenosnou na lidi).

## Tři teorie heterózního efektu
Teorie dominance
Heterózní efekt je způsoben nahromaděním dominantních heterozygotních genů od obou rodičů u potomka (F1). Například jeden rodič má AABBccdd, druhý rodič má aabbCCDD, potomek s heterózním efektem má AaBbCcDd. Teorie dominance předpokládá, že dominantní alely jsou lepší než recesivní.
Kdo má víc genů s dominantními alelami, má lepší výsledky.
Davenport (1910), Bruce (1910) and Keeble and Pellow (1910). Tato teorie je považována za nejvíce přijatelnou.
Teorie epistáze
Epistáze je situace, kdy je aktivita jednoho genu (hypostatický gen) překryta aktivitou druhého genu (epistatický gen). Fenotypicky se projeví epidstatické geny.
U hybridního efektu se skryté geny rodičů projeví u potomka jako zlepšení.  U polymorfismu lze tuto teorii považovat za přijatelnou.
Teorie over dominance
Teorie tvrdí, že fenotypický projev heterozygota je větší než u obou homozygotů. Jinými slovy potomek (Xx) dvou odlišných homozygotů (XX; xx), je lepší než kterýkoli z rodičů. Teorie overdominance předpokládá, že kombinace dominantní a recesivní alely je nejlepší.
Kdo má víc genů s jednou dominantní a jednou recesivní alelou, má lepší výsledky. Tato teorie nemá mnoho příznivců.
Poprvé ho představil v roce 1936 E.M.East, následně v roce 1948 G.H. Shull.